# Ronde van Spanje 1980
De 35e editie van de Ronde van Spanje ging op zaterdag 22 april 1980 van start in La Manga, in het zuiden van Spanje. Na 3225 kilometer en 19 etappes werd op 11 mei in Madrid gefinisht. De ronde werd gewonnen door de Spanjaard Faustino Rupérez.

## Eindklassement
Faustino Rupérez werd winnaar van het eindklassement van de Ronde van Spanje van 1980 met een voorsprong van 2 minuten en 15 seconden op Pedro Torres. Claude Criquielion haalde het podium met een derde plaats. In de top tien stonden in totaal zes Spanjaarden en drie Belgen. De beste Nederlandse wielrenner was Peter Zijerveld met een 25e plek in het eindklassement.
| rang | renner             | land    | ploeg            | tijd       |
| ---- | ------------------ | ------- | ---------------- | ---------- |
| 1    | Faustino Rupérez   | Spanje  | Zor-Vereco       | 88u 23'21" |
| 2    | Pedro Torres       | Spanje  | Kelme-Gios       | + 2'15"    |
| 3    | Claude Criquielion | België  | Splendor-Admiral | + 3'00"    |
| 4    | Sean Kelly         | Ierland | Splendor-Admiral | + 3'31"    |
| 5    | Marino Lejarreta   | Spanje  | Teka             | + 4'32"    |
| 6    | Guido Van Calster  | België  | Splendor-Admiral | + 4'44"    |
| 7    | Johan De Muynck    | België  | Splendor-Admiral | + 4'58"    |
| 8    | Francisco Galdos   | Spanje  | Zor-Helios       | + 5'00"    |
| 9    | Miguel María Lasa  | Spanje  | Zor-Vereco       | + 5'25"    |
| 10   | Vicente Belda      | Spanje  | Kelme-Gios       | + 6'41"    |

## Etappe-overzicht
| Etappe  | Datum    | Van - naar                             | Km       | Etappewinnaar            | Klassementsleider |
| ------- | -------- | -------------------------------------- | -------- | ------------------------ | ----------------- |
| Proloog | 22 april | La Manga                               | 10 (ITT) | Roberto Visentini        | Roberto Visentini |
| 1       | 23 april | La Manga - Benidorm                    | 155      | Sean Kelly               | Roberto Visentini |
| 2       | 24 april | Benidorm - Cullera                     | 170      | Sean Kelly               | Roberto Visentini |
| 3       | 25 april | Cullera - Vinaròs                      | 207      | Giuseppe Martinelli      | Roberto Visentini |
| 4       | 26 april | Vinaròs - Sant Quirze del Vallès       | 214      | Klaus-Peter Thaler       | Roberto Visentini |
| 5       | 27 april | Sant Quirze del Vallès - Seo de Urgel  | 200      | Faustino Rupérez         | Faustino Rupérez  |
| 6       | 28 april | Seo de Urgel - Viella                  | 131      | Enrique Martínez Heredia | Faustino Rupérez  |
| 7       | 29 april | Viella - Jaca                          | 216      | Faustino Rupérez         | Faustino Rupérez  |
| 8       | 30 april | Leyre - Logroño                        | 160      | Eulalio García           | Faustino Rupérez  |
| 9       | 1 mei    | Logroño - Burgos                       | 138      | Jos Lammertink           | Faustino Rupérez  |
| 10      | 2 mei    | Burgos - Santander                     | 178      | Paul Jesson              | Faustino Rupérez  |
| 11      | 3 mei    | Santander - Gijón                      | 219      | Jesús López Carril       | Faustino Rupérez  |
| 12      | 4 mei    | Santiago de Compostela - Pontevedra    | 133      | Étienne De Wilde         | Faustino Rupérez  |
| 13      | 5 mei    | Pontevedra - Vigo                      | 195      | Rolf Haller              | Faustino Rupérez  |
| 14      | 6 mei    | Vigo - Ourense                         | 156      | Sean Kelly               | Faustino Rupérez  |
| 15      | 7 mei    | Ourense - Ponferrada                   | 164      | Javier Elorriaga         | Faustino Rupérez  |
| 16a     | 8 mei    | Ponferrada - León                      | 131      | Dominique Arnaud         | Faustino Rupérez  |
| 16b     | 8 mei    | León                                   | 22,8     | Roberto Visentini        | Faustino Rupérez  |
| 17      | 9 mei    | León - Valladolid                      | 138      | Sean Kelly               | Faustino Rupérez  |
| 18      | 10 mei   | Valladolid - Los Ángeles de San Rafael | 197      | Manuel Esparza           | Faustino Rupérez  |
| 19      | 11 mei   | Madrid                                 | 84       | Sean Kelly               | Faustino Rupérez  |